# 사법시험 (대한민국)
사법시험은 법조인이 될 자격을 검정하는 시험이다. 제1차(객관식), 제2차(서술형 주관식), 제3차(면접) 등 세 번에 걸쳐 치러진다.
합격 후 반드시 사법연수원을 수료하여야 판사, 검사, 변호사의 자격이 주어지므로, 엄밀히 말하자면 사법연수원에 입소할 자격을 얻기 위한 시험으로 볼 수 있다.
종래의 고등고시 사법과와 혼동하여 '사법고시'라고 부르는 경우가 있으나, 지금의 사법시험은 판사나 검사를 임용하기 위한 시험이 아니고 단지 법조인이 될 자격을 검정하는 시험이므로 '사법고시'는 잘못된 명칭이다.
법학전문대학원 제도 도입으로 2017년 12월 31일 사법시험법은 폐지되었다.
사법연수원을 수료하여야만 변호사 자격증이 발급되며, 이 변호사 자격증은 법무사 자격증과 행정사 자격증을 포함한다. 세무사와 변리사 자격증도 발급받을 수 있으나, 변호사와 이 두 가지 중 어느 하나의 직무도 동시에 겸임할 수 없다. 한편 공인노무사와 공인중개사 등 다른 자격증은 별도로 취득하여야 직무를 맡을 수 있다.

## 시행 근거
- 사법시험법[2]

## 역사
1947년부터 1949년까지는 "조선변호사시험", 1950년부터 1963년까지는 고등고시 사법과가 실시되었다.
1963년부터 시행된 사법시험 합격자는 1971년 사법연수원이 생기기 전까지 서울대 사법대학원에서 연수를 받았다.
1970년대까지는 고정된 합격자 수를 보장하지 않고 평균 60점 이상을 획득해야 제2차 시험에 합격할 수 있어 한 자리 수의 합격자만을 내는 경우도 있었고, 합격자 전원이 판사, 검사로 임용될 수 있었으나, 1981년 제23회 사법시험 때부터 300명으로 합격 정원이 증원되었고, 제38회 사법시험에서는 500명을 선발한 이후 매년 100명씩 증원되어 제43회 이후부터는 1,000명 내외를 선발하고 있다.
그러나 법학전문대학원 체제로의 전환 및 사법시험 폐지가 확정된 이후 점차로 합격자 수를 줄여나가고 있는 실정이다.
선발인원은 2012년 500명, 2013년 300명, 2014년 200명, 2015년 150명, 2016년 100명, 2017년 50명이다. 2017년까지 사법시험이 실시되었다.

## 응시 자격
오랜 역사만큼 시험 방식도 많이 바뀌었다. 1980년대에는 국사와 국민윤리 등이 필수과목이었지만 행정자치부(현 행정안전부)에서 법무부로 주관부서가 바뀌면서 사라졌다. 2004년에는 토익과 토플 등 영어시험이 도입되고, 2006년부터는 성적과 출신학교를 알 수 없도록 블라인드 면접 방식으로 전환되었다. 장애인 응시자를 위한 시험 시간 연장과 점자문제지 제공도 확대되었다. 사법시험 응시자격은 아래와 같다
금치산자, 파산자 등의 국가공무원법 제33조의 각 항에 해당하는 사람은 시험에 응시할 수 없다.
어학 선택 과목으로 2003년까지는 영어, 독일어, 불어, 러시아어, 일어, 중국어, 스페인어 등이 있었으나, 2004년 이후로는 TOEIC, TOEFL, TEPS 등 공인된 영어 시험에서 일정한 점수 이상을 얻은 자에게만(2006년 기준으로 토플 PBT 530점, 토플 CBT 197점, 토익 700점, 텝스 625점) 응시 자격을 부여하고 있다.
2006년부터 법학과목 35학점 이상을 이수한 사람만이 사법시험에 응시할 수 있다. 대학, 전문대학, 방송통신대학, 사관학교 등의 학교에서의 학점뿐만 아니라, 평생교육법에서 인정하는 원격 대학, 사내 대학교에서의 학점이나 학점은행제, 독학사 시험 등을 통해서도 인정받을 수 있다.

## 시험 과정
구체적인 시험일정은 매년 약간의 차이를 보이나, 대개 아래와 같은 과정으로 이루어진다.
- 교부 및 접수: 응시원서는 전해년도 12월부터 당해년도 1월 정도까지 교부를 하며, 접수는 인터넷 및 창구를 통해 당해년도 1월 정도에 시행한다.
- 1차 시험: 1차 시험은 헌법, 민법, 형법의 필수과목 3과목과, 형사정책, 국제법, 노동법 등의 선택과목중 1과목 총 4과목을 치른다. 1차 시험은 통상 5지 선다형(최대 8지) 객관식 시험으로 수행되며, 합격자는 총 득점 고득점자 순으로 2차 시험 정원을 고려하여 보통 3배수(3천 명 정도)로 선발된다. 과락이 존재해 매 과목 4할 이상을 득점하여야 한다. 전년도의 1차 시험 합격자는 1차 시험을 면제 받을 수 있다.
- 2차 시험: 2차 시험은 헌법, 행정법, 민법, 민사소송법, 상법, 형법, 형사소송법의 총 7과목에 대해 주관식으로 치러지며, 사례문제와 논술형이 함께 출제된다. 3차 시험의 정원을 고려하여 13할 이내에서 총 득점 고득점자 순으로 선발된다. 과락이 존재해 매 과목 4할 이상을 득점하여야 한다.
- 3차 시험. 3차 시험은 면접시험으로, 윤리의식, 의사능력, 응용력 등을 판단한다. 각 항목에 대해 상중하로 평가하되, 어느 항목에 대해 시험 위원 과반수가 하로 평가하거나 전체 평점의 평균이 중에 못 미치면 탈락한다.

## 시험 준비
서울 관악구 신림동 녹두거리 근처에는 사설 학원과 관련 서적을 취급하는 서점이 밀집한 소위 고시촌이 형성되어 있다. 경쟁이 치열하여 많은 수험생들이 적어도 3년 이상 시험 준비에 매진하여, 이로 인해 막대한 비용이 발생한다는 이유로 비판의 목소리가 있다.
사법시험에 인생을 건 이른바 '사시 낭인'들의 등장으로 인한 비판과 너무 많은 숫자가 사법시험에 매진하게 되는 문제점이 있다.
변호사 문재인은 사법시험 공부라는 것은 '밑 빠진 독에 물 붓기'라고 빗대어 "그 많은 책들을 다 읽는데도 여러 달이 걸리는데 다 읽고 나면 먼저 읽었던 책들은 잊어버리기 때문에 책 한 권도 다 읽으면 앞부분을 잊어 버렸다. 결국은 짧은 기간 동안에 얼마나 빨리 물을 들이부어서 빠져나가는 걸 줄여 가장 수위가 높은 순간에 시험을 보면 합격할 수 있다. 결국 집중력이다. 매일매일 놀지 않고 공부하는 것이 유리한 것이 아니고, 일주일에 하루씩 때때로 술도 한 잔씩 하면서 놀기도 하지만, 공부하는 시간은 아주 집중력 있게 하는 것이 중요하다”라고 하였다.

## 회별 합격자수 일람표
| 구분   | 회별 | 출원자수 (1차 면제자) | 1차 합격자수 (합격선) | 2차 응시자수 | 2차 합격자수 (합격선) | 출원자대비 합격률 | 2차대비 합격률 | 비고                                             |
| ------ | ---- | --------------------- | --------------------- | ------------ | --------------------- | ----------------- | -------------- | ------------------------------------------------ |
| 1963년 | 1    | 1476 (644             | 1471 (60)             | 2115         | 41 (60.00)            | 0.98              | 1.94           |                                                  |
| 1963년 | 2    | 3732 (1325)           | 1205 (60)             | 2530         | 45 (60.04)            | 1.20              | 1.77           |                                                  |
| 1964년 | 3    | 4969 (1067)           | 781 (80)              | 1848         | 10 (60.25)            | 0.20              | 0.54           |                                                  |
| 1964년 | 4    | 4214 (725)            | 461 (80)              | 1186         | 22 (60.07)            | 0.52              | 1.85           |                                                  |
| 1965년 | 5    | 2141                  | 475 (75)              | 408          | 16 (60.07)            | 0.75              | 3.92           |                                                  |
| 1966년 | 6    | 2370 (423)            | 470 (70)              | 756          | 19 (60.03)            | 0.80              | 3.39           |                                                  |
| 1967년 | 7    | 2820 (430)            | 496 (77)              | 835          | 5 (60.57)             | 0.98              | 0.60           |                                                  |
| 1967년 | 8    | 2466 (461)            | 473 (74)              | 779          | 83 (60.00)            | 3.37              | 10.65          |                                                  |
| 1968년 | 9    | 2599 (396)            | 447 (76)              | 736          | 37 (60.02)            | 1.42              | 5.04           |                                                  |
| 1969년 | 10   | 2873 (372)            | 629 (76)              | 750          | 34 (60.04)            | 1.18              | 3.33           |                                                  |
| 1970년 | 11   | 2561 (511)            | 520 (77)              | 930          | 33 (60.02)            | 1.28              | 3.54           |                                                  |
| 1970년 | 12   | 2786 (408)            | 762 (72)              | 944          | 49 (60.76)            | 1.56              | 5.29           |                                                  |
| 1971년 | 13   | 2776 (709)            | 420 (80)              | 967          | 81 (56.83)            | 2.29              | 8.27           |                                                  |
| 1972년 | 14   | 3514 (377)            | 577 (80)              | 829          | 80 (56.19)            | 2.05              | 9.65           |                                                  |
| 1973년 | 15   | 4072 (503)            | 430 (75)              | 787          | 60 (59.04)            | 1.31              | 7.62           |                                                  |
| 1974년 | 16   | 4010 (376)            | 498 (79)              | 705          | 60 (57.20)            | 1.46              | 8.51           |                                                  |
| 1975년 | 17   | 4119 (452)            | 424 (77)              | 747          | 60 (55.33)            | 1.45              | 8.03           |                                                  |
| 1976년 | 18   | 4498 (376)            | 405 (77)              | 653          | 60 (54.95)            | 1.33              | 9.18           |                                                  |
| 1977년 | 19   | 4767 (366)            | 541 (79)              | 801          | 80 (54.50)            | 1.67              | 9.98           |                                                  |
| 1978년 | 20   | 5387 (488)            | 522 (80)              | 912          | 100 (60.20)           | 1.86              | 10.96          |                                                  |
| 1979년 | 21   | 5788 (479)            | 564 (74.06)           | 929          | 120 (56.58)           | 2.07              | 12.91          |                                                  |
| 1980년 | 22   | 6658 (502)            | 575 (73.43)           | 986          | 141 (53.54)           | 2.11              | 14.30          |                                                  |
| 1981년 | 23   | 7983 (523)            | 785 (77.18)           | 1227         | 316 (53.16)           | 3.62              | 23.55          |                                                  |
| 1982년 | 24   | 9272 (663)            | 830 (77.81)           | 1350         | 307 (49.00)           | 3.23              | 22.22          |                                                  |
| 1983년 | 25   | 9785 (723)            | 722 (77.50)           | 1353         | 306 (53.75)           | 3.07              | 22.17          |                                                  |
| 1984년 | 26   | 11600 (621)           | 816 (80.62)           | 1365         | 353 (49.08)           | ----              | 22.19          |                                                  |
| 1985년 | 27   | 11743 (706)           | 755 (79.37)           | 1401         | 312 (49.08)           | ----              | 21.27          |                                                  |
| 1986년 | 28   | 13635 (668)           | 791 (79.06)           | 1373         | 309 (50.45)           | ----              | 21.85          |                                                  |
| 1987년 | 29   | 14252 (711)           | 732 (84.06)           | 1381         | 311 (49.20)           | ----              | 21.72          |                                                  |
| 1988년 | 30   | 13568 (677)           | 818 (82.18)           | 1419         | 310 (52.33)           | ----              | 21.14          |                                                  |
| 1989년 | 31   | 13429 (773)           | 714 (78.75)           | 1417         | 311 (55.25)           | ----              | 21.17          |                                                  |
| 1990년 | 32   | 14365 (676)           | 830 (83.43)           | 1425         | 298 (52.83)           | ----              | 20.91          |                                                  |
| 1991년 | 33   | 15540 (771)           | 741 (78.75)           | 1468         | 287 (56.29)           | ----              | 19.55          |                                                  |
| 1992년 | 34   | 16424 (707)           | 821 (84.37)           | 1488         | 288 (52.04)           | ----              | 19.35          |                                                  |
| 1993년 | 35   | 18232 (759)           | 777 (82.50)           | 1492         | 288 (51.75)           | ----              | 19.30          |                                                  |
| 1994년 | 36   | 19006 (730)           | 850 (80.31)           | 1530         | 290 (53.79)           | ----              | 19.95          |                                                  |
| 1995년 | 37   | 19934 (803)           | 1053 (81.87)          | 1807         | 308 (54.20)           | ----              | 17.04          |                                                  |
| 1996년 | 38   | 22770 (1011)          | 1250 (78.75)          | 2198         | 503 (51.83)           | ----              | 22.88          |                                                  |
| 1997년 | 39   | 20550 (1166)          | 1867 (83.05)          | 3033         | 604 (50.92)           | ----              | 20.48          |                                                  |
| 1998년 | 40   | 15670 (----)          | 2662 (76.57)          | 3558         | 700 (50.71)           | ----              | ----           |                                                  |
| 1999년 | 41   | 17301 (----)          | 2127 (81.75)          | 3554         | 709 (48.50)           | ----              | ----           |                                                  |
| 2000년 | 42   | 16218 (----)          | 1985 (84.44)          | 3762         | 801 (53.28)           | ----              | ----           |                                                  |
| 2001년 | 43   | 22365 (----)          | 2406 (87.96)          | 4578         | 991 (50.57)           | ----              | ----           |                                                  |
| 2002년 | 44   | 24707 (----)          | 2640 (83.50)          | 4764         | 999 (49.79)           | ----              | ----           |                                                  |
| 2003년 | 45   | 24491 (----)          | 2598 (82.00)          | 5012         | 905 (42.64)           | ----              | ----           |                                                  |
| 2004년 | 46   | 15446 (----)          | 2692 (83.00)          | 5028         | 1009 (47.36)          | ----              | ----           |                                                  |
| 2005년 | 47   | 17642 (----)          | 2884 (86.00)          | 5038         | 1001 (48.74)          | ----              | ----           |                                                  |
| 2006년 | 48   | 17290 (----)          | 2665 (81.87)          | 5007         | 1002 (50.09)          | ----              | ----           |                                                  |
| 2007년 | 49   | 18114 (----)          | 2808 (79.57)          | 5024         | 1008 (47.33)          | ----              | ----           | 2차 민법 비중 150%로 상향, 법학전문대학원법 제정 |
| 2008년 | 50   | 17829 (----)          | 2511 (72.00)          | 4877         | 1005 (47.16)          | ----              | ----           |                                                  |
| 2009년 | 51   | 17972 (----)          | 2584 (75.00)          | 4399         | 1009 (47.82)          | ----              | ----           |                                                  |
| 2010년 | 52   | 17028 (----)          | 1963 (74.86)          | 4104         | 800 (45.36)           | ----              | ----           |                                                  |
| 2011년 | 53   | 14449 (----)          | 1447 (78.25)          | 3313         | 706 (51.44)           | ----              | ----           |                                                  |
| 2012년 | 54   | 10306 (----)          | 1001 (78,10)          | 2164         | 502 (49.31)           | ----              | ----           | 제1회 변호사시험 실시                            |
| 2013년 | 55   | 6862 (----)           | 665 (82.75)           | 1456         | 305 (50.55)           | ----              | 4.77:1         |                                                  |
| 2014년 | 56   | 7428 (578)            | 471 (76.19)           | 1048         | 204 (50,55)           | ----              | --.--          |                                                  |
| 2015년 | 57   | ----- (---)           | ---- (--.--)          | ----         | 150                   | ----              | --.--          |                                                  |
| 2016년 | 58   | ----- (---)           | ---- (--.--)          | ----         | 100                   | ----              | --.--          |                                                  |
| 2017년 | 59   | -----                 | ---- (--.--)          | ----         | 50                    | ----              | --.--          |                                                  |

- 초기 사법시험 선발인원은 지금처럼 정해져 있지 않았다. 1969년까지는 평균 60점 이상의 점수를 받아야 합격할 수 있는 이른바 '절대점수제'를 채택하였다. 이 때문에 매년 합격자 수는 들쑥날쑥 했는데, 1967년 합격자는 5명에 불과하기도 하였다.
- 지금의 정원제가 도입된 것은 정원제가 도입된 것은 1970년이다. 법조인 인력 부족을 해소하기 위해서였다. 이후 매년 60~80명 가량이던 합격자는 1980년대 사법시험령이 전면 개정되면서 300명까지 늘었다. 합격자 수는 꾸준히 늘어 1996년 500명, 2000년 800명, 2001년에는 1000명까지 늘었다.
- 하지만 '합격자 1000명 시대'는 길지 않았다. 사법시험 폐지가 확정되면서 정부는 합격자를 매년 줄여나갔다. 2010년 합격자 수 800명에서 매년 50~100명씩 줄여 마지막으로 사법시험이 치러지는 2017년에는 50명만 선발하였다.[4]
- 1963년 최초로 사법시험이 치러진 이래 2015년까지 70만2513명이 도전하였다. 이중 2만609명만이 법조인의 꿈을 이뤘다. 합격률은 2.93%에 불과하다.[5]
- 2015년 12월 3일 법무부의 폐지유보 발표 등 사법시험 폐지와 관련된 구체적인 계획에 대해서는 논란이 있었다. 하지만 결국 2017년 사법시험은 폐지되었다.

## 시험 과목
2004년부터 토익, 토플, 텝스 등의 공인영어시험이 필수로 되었다.
이전에는 외국어로서 영어, 독일어, 프랑스어, 스페인어, 일본어, 중국어, 러시아어 중 1과목을 택할 수 있었다.
- 어학시험
  - 토플 PBT 530점, CBT 197점, IBT 71점 이상
  - 토익 700점
  - 텝스 625점
- 1차시험 (객관식)
  - 필수과목
    - 헌법
    - 민법
    - 형법

  - 선택과목 (택 1)
    - 형사정책
    - 법철학
    - 국제법
    - 노동법
    - 국제거래법
    - 조세법
    - 지적재산권법
    - 경제법
- 2차시험 (주관식)
  - 헌법
  - 민법
  - 형법
  - 민사소송법
  - 형사소송법
  - 상법
  - 행정법
- 3차시험: 면접

## 합격자의 대우
사법시험에 합격한 사람은 5급에 상당하는 별정직 공무원 신분을 부여받고 사법연수원에 입소하게 된다. 연수 기간 동안 국가로부터 급여를 받을 수 있다. 남자의 경우 병역미필자는 사법연수원 수료 후 군법무관이나 공익법무관으로 군복무를 할 수 있는 자격이 부여된다.

## 폐지
사법시험 존폐에 대한 논란은 지난 1995년으로 거슬러 올라간다. 사법시험 합격 정원이 늘면서 너도나도 사법시험에 뛰어들어 '사시낭인' '사시폐인'에 대한 문제가 제기되자 법조인 양성 제도의 개선이 필요하다는 목소리에 힘이 실리기 시작하였다. 결국 2007년 법조인 양성을 법학전문대학원에 맡기는 '법학전문대학원 설치ㆍ운영에 관한 법률(법학전문대학원법)'이 통과되면서 사법시험 폐지로 가닥이 잡혔다. 전통의 법조인 검정 선발 방식이었던 사법시험이 2017년 시험을 끝으로 역사 속으로 사라진다.
생사존망의 기로에 놓였던 사법시험 제도가 오는 2021년까지 생명이 연장될 가능성을 가지게 되었다. 법무부는 10회 변호사시험까지 사법시험 제도를 유예하는 것이 어떻겠느냐는 입장을 2015년 12월 3일 밝힌 바 있고, 각계 각층의 찬반 논란 속에서 국민적 논의의 필요성이 제기된 것이다. 52년의 역사를 가진 사법시험이 오는 2017년 폐지에서 구사일생으로 다시 살아날 가능성도 있어 보이는 대목이지만, 앞으로 상황이 어떻게 진행될지는 미지수라고 할 수 있겠다.
2016년 9월 29일 헌법재판소가 사법시험법을 폐지하도록 한 변호사시험법 부칙 제2조에 대한 위헌확인을 제기한 헌법소원 사건을 기각하여 사법시험을 폐지하도록 한 변호사시험법 부칙 제2조를 재판관 5대 4 의견으로 합헌 결정했다. 따라서, 2017년 12월 31일 사법시험은 폐지되었다.

## 헌법재판소 판례

### 사법시험 정원제 사건
사법시험 불합격자들은 사법시험의 정원제 합격제도는 사법시험을 통하여 변호사에게 필요한 자질과 능력을 검증하는 것이 아니라 이와 무관한 변호사의 사회적 수급 상황 등을 고려한 것으로서 직업의 자유 및 평등권을 침해한다고 주장하며 헌법소원재판을 청구하였다.

### 사법시험에서의 영어시험대체제도등 사건
2004년부터 사법시험 응시를 위해 영어대체시험 기준점수를 요구하여 청구인은 응시기회를 얻지 못하여 자신의 평등권, 직업선택의 자유, 행복추구권이 침해되었다고 주장하면서 헌법소원심판을 청구하였다.

### 사법시험 2차시험의 시험시간 사건

#### 사실관계
필기 속도가 느린 한 사법시험 준비생은 사법시험 1차시험에 합격했지만 2차시험에서는 모두 불합격하자 사법시험 2차시험의 시간을 과목당 2시간으로 배정한것은 위헌이라며 헌법소원을 제기하였다.

#### 결론
재판관 전원일치 의견으로 합헌결정을 내렸다.

#### 이유
재판부는 "사법시험은 실무가를 선발하는 시험으로 실무가에게는 법률지식을 얼마나 능숙하게 실제 상황에 활용할 수 있느냐는 측면도 중요한 평가요소"라며 "사법시험에서 주어진 문제를 충분하지 않은 시간동안 해결하는 능력을 평가할 필요성이 있다"고 밝혔다.  재판부는 또 "현재 법무부는 장애가 있는 사법시험 응시생들에 대해서는 특별한 조치를 취하고 있다"며 "사법시험의 과목당 시험시간을 2시간으로 정한 것이 청구인의 직업선택의 자유 등을 침해한 것으로 볼 수 없다"고 덧붙였다.

## 참고 문헌
- 헌법재판소 판례 2008.6.26. 2007헌마917
- 헌재, 사시 2차시험 과목별 시간제한은 합헌 법률신문 2008-07-01 보관됨 2015-05-20 - 웨이백 머신

## 같이 보기
- 법학적성시험
- 변호사시험